# Saint-Médard (Charente)
Saint-Médard is een gemeente in het Franse departement Charente (regio Nouvelle-Aquitaine) en telt 243 inwoners (2005). De plaats maakt deel uit van het arrondissement Cognac.

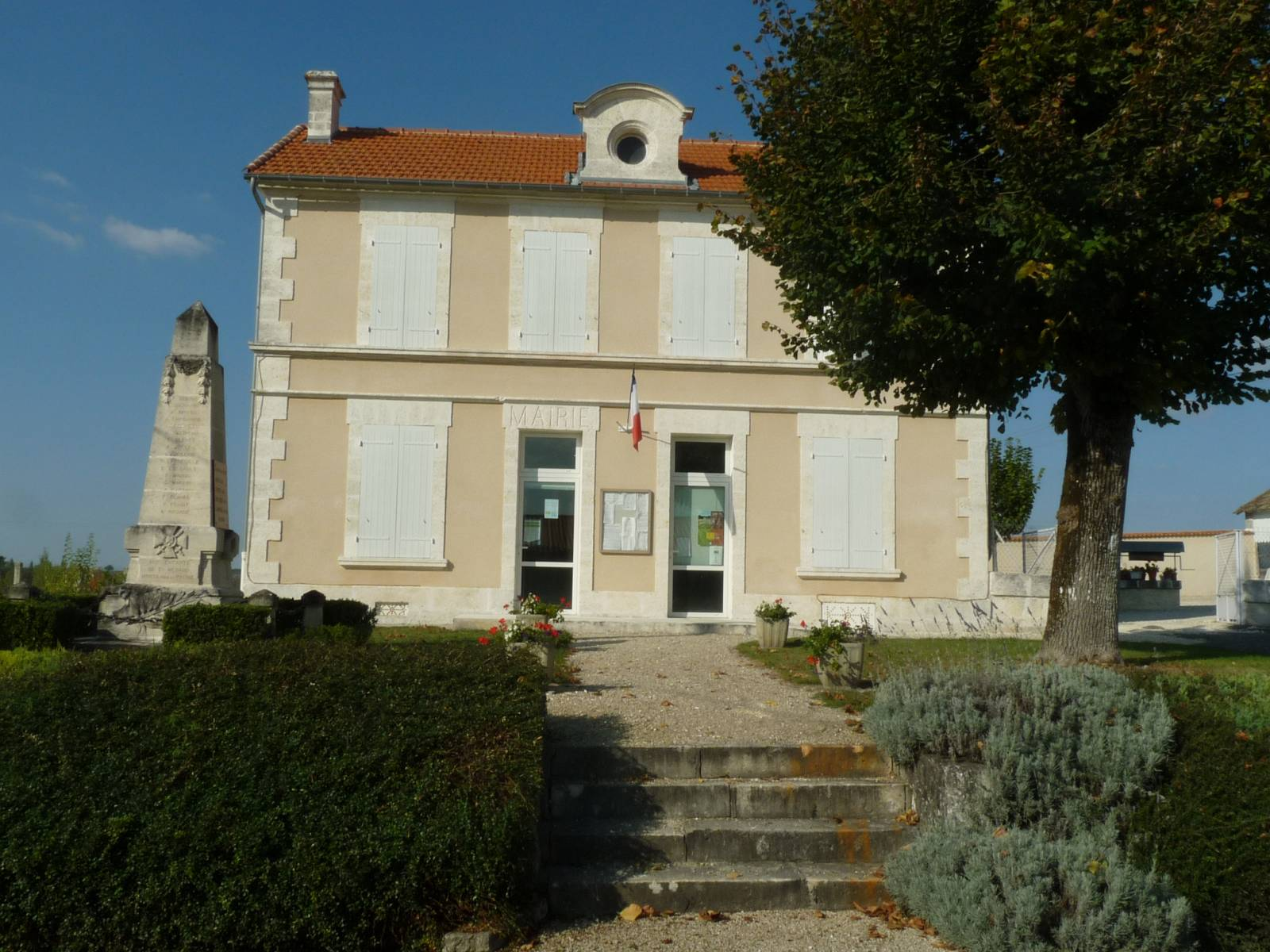
Gemeentehuis
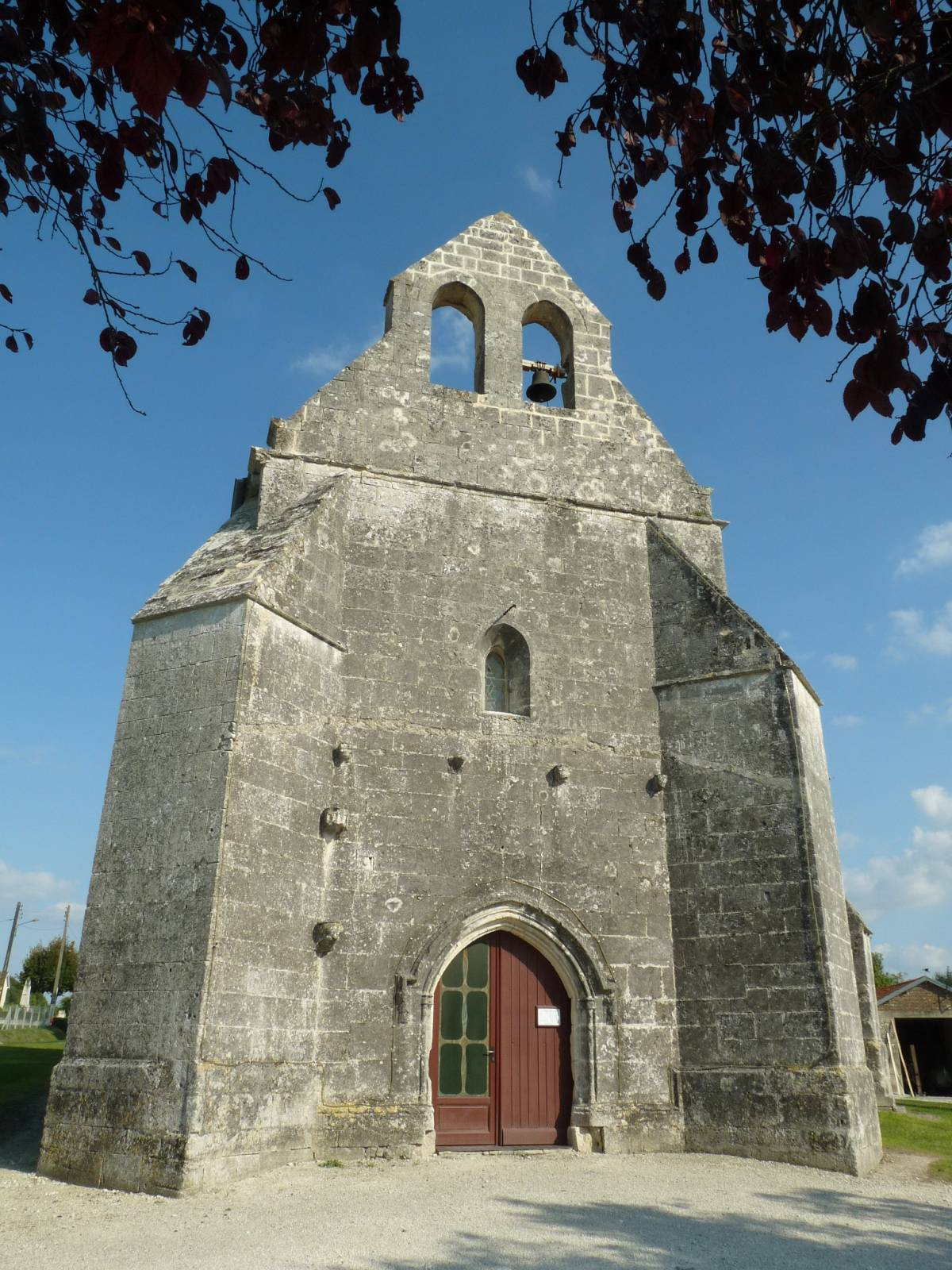
Kerk van Saint-Médardvg

## Geografie
De oppervlakte van Saint-Médard bedraagt 8,3 km², de bevolkingsdichtheid is 29,3 inwoners per km².
De onderstaande kaart toont de ligging van Saint-Médard (Charente) met de belangrijkste infrastructuur en aangrenzende gemeenten.

## Demografie
Onderstaande figuur toont het verloop van het inwonertal (bron: INSEE-tellingen).

1. ↑  Populations de référence 2022.